# Эф, Юснор
Юснор Эф (малайск. Yusnor Ef; 12 сентября 1937, Сингапур — 16 апреля 2025) (наст. имя Mohd Nor Mohd Yusofe) — малайский поэт-песенник, сценарист, режиссёр-документалист. Соратник П. Рамли, который и придумал ему псевдоним.
Жил в Сингапуре. Начинал свою карьеру школьным учителем. В 1950-е был участником различных музыкальных ансамблей, выступал на эстраде в качестве сатирика, писал сценарии для радиопостановок. С 1959 года писал тексты популярных песен, первоначально в содружестве с композитором Кассимом Масдором («Вечная любовь», «Плач души», «Флейта души» и др.), а затем с П. Рамли, Ахмадом Даудом, Ахмадом Навабом, Зубиром Саидом. Всего написал тексты более чем к 250 песням.
Песни с текстами Юснора исполняли П. Рамли, Салома, Ахмад Джаис, Рафеах Буанг и др. Автор документального фильма «П. Рамли на международной арене» (2008).
Основатель и президент Ассоциации малайских певцов, композиторов и профессиональных музыкантов — ПЕРКАМУС (1992).
Название его песни «Я, она и песня» стало названием популярной передачи на малайзийском государственном радиоканале «Радио Класик».
Написал также ряд книг о певцах и музыкантах.
Скончался 16 апреля 2025 года в возрасте 87 лет.

## Основные труды
- P. Ramlee Yang Saya Kenal (П. Рамли каким я его знал) (2000)
- 7 Magnificent Composers (2000)
- Melodies of Temasek (2005)
- Muzik Melayu Sejak 1940- an (Малайская музыка с 1940-х годов) (2011)

## Награды
- Награда за долгий и плодотворный труд (1994)
- Почётная грамота Общества композиторов и авторов Сингапура (COMPASS) (1997)
- Медаль за службу отечеству (2002)
- Культурный медальон — высшая награда правительства Сингапура деятелям культуры (2011)